# Victor Mulpas
Pour les articles homonymes, voir Mulpas.
Victor Mulpas, né le 14 juillet 1928 à Quaregnon et mort le 12 septembre 1984 à Ixelles, est un architecte fonctionnaliste belge des années 1960.

## Réalisations
- 1963-1967 Immeuble Glaverbel, chaussée de la Hulpe 116 à Bruxelles (Renaat Braem, Pierre Guillissen, André Jacqmain, Victor Mulpas)[2],[3],[4]

bâtiment de plan circulaire doté de façades-rideaux composées d'une superposition d'allèges en croûte de pierre bleue et de châssis métalliques

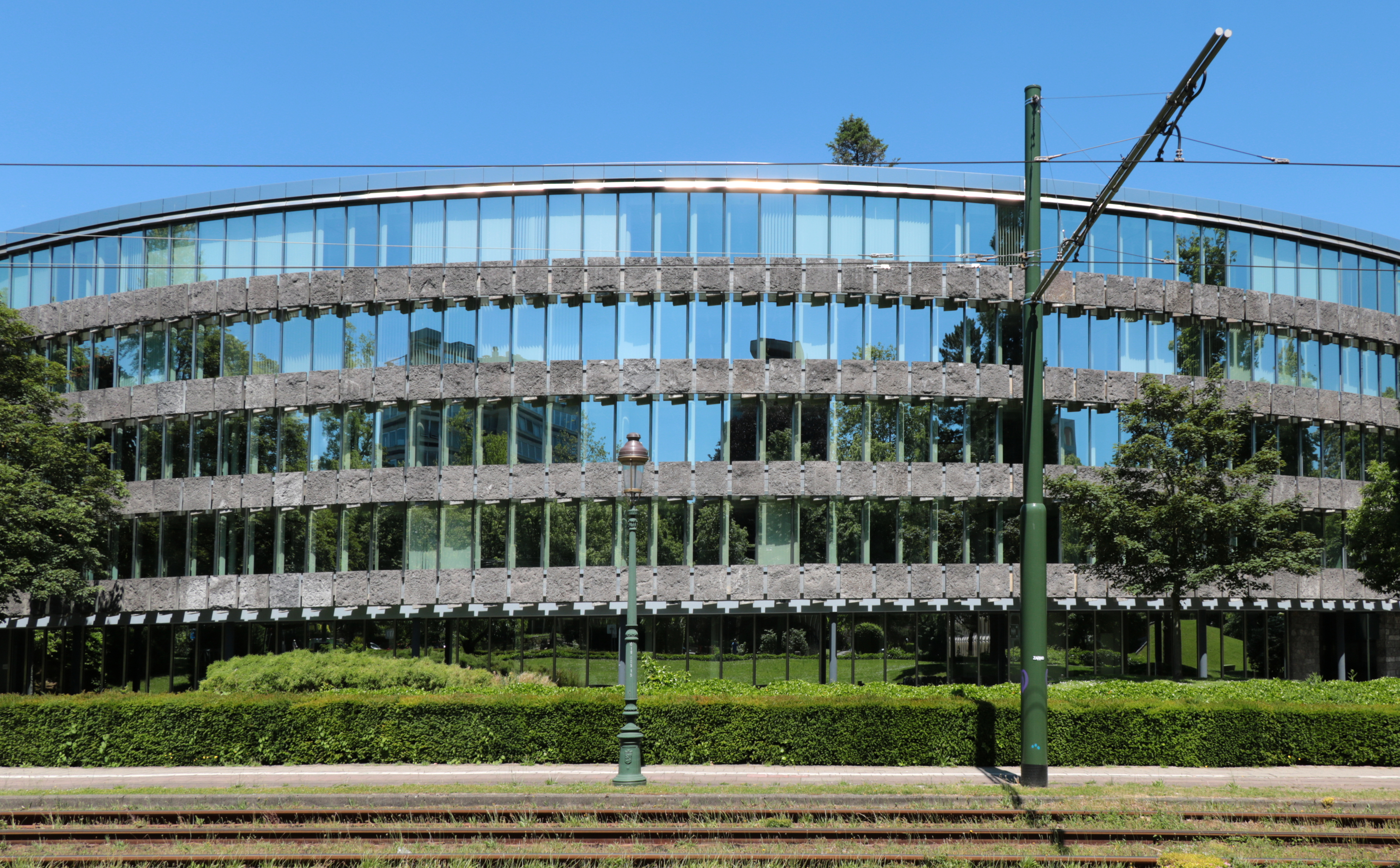
Immeuble Glaverbel.